# Rivière Duncan
Rivière Duncan är ett vattendrag i Kanada.   Det ligger i provinsen Québec, i den sydöstra delen av landet, 240 km öster om huvudstaden Ottawa.
Trakten runt Rivière Duncan består till största delen av jordbruksmark. Runt Rivière Duncan är det ganska glesbefolkat, med 23 invånare per kvadratkilometer.